# 134. п. н. е.

## Дани сећања
- Опсада Нумансије